# Saussurea oligocephala
Saussurea oligocephala là một loài thực vật có hoa trong họ Cúc. Loài này được (Ling) Ling miêu tả khoa học đầu tiên năm 1949.